# 29. srpnja
29. srpnja (29. 7.) 210. je dan godine po gregorijanskom kalendaru (211. u prijestupnoj godini).
Do kraja godine ima još 155 dana.

## Događaji
- 1567. – Jakov I. okruljen za kralja Engleske.
- 1845. – Srpanjske žrtve: dogodio se pokolj u Zagrebu prilikom protumađaronskih prosvjeda.
- 1899. – Završena prva od dvije Haaške mirovne konvencije.
- 1948. – U Londonu otvorene XIV. Olimpijske igre – London 1948., prve nakon završetka Drugog svjetskog rata.
- 1958. – Osnovana NASA.
- 2005. – Otkriven patuljasti plane 136199 Erida.
- 2017. – Svjetsko prvenstvo u vaterpolu 2017. – Hrvatski vaterpolisti pobijedili su domaćine Mađare 8-6 i osvojili naslov svjetskog prvaka nakon 10 godina, Srbija je završila treća. Sandro Sukno proglašen je najboljim igračem finala, a Mađar Marton Vamos igračem prvenstva.
- 2018. – Nakon kratke i teške bolesti preminuo hrvatski glazbenik Oliver Dragojević.

| - 1805. – Alexis de Tocqueville, francuski filozof († 1859.) - 1817. – Ivan Konstantinovič Ajvazovski, ruski slikar († 1900.) - 1846. – Isabela Brazilska, brazilska plemkinja († 1921.) - 1883. – Benito Mussolini, fašistički vođa († 1845.) - 1887. – Sigmund Romberg, američki skladatelj († 1951.) - 1889. – Vladimir Kosma Zworykin, američki izumitelj ruskoga podrijetla († 1982.) - 1898. – Isidor Isaac Rabi, poljsko-američki fizičar židovskog porijekla i nobelovac († 1988.) - 1900. – Eyvind Johnson, švedski književnik i nobelovac († 1976.) - 1905. – Dag Hammarskjöld, švedski političar, ekonomist, publicist te glavni tajnik Ujedinjenih naroda († 1961.) - 1925. – Mikis Theodorakis, grčki skladatelj - 1929. – Jean Baudrillard, francuski filozof († 2007.) - 1962. – Miroslav Škoro, hrvatski pjevač i političar - 1962. – Carl Cox, britanski glazbenik - 1963. – Graham Poll, engleski nogometni sudac - 1981. – Fernando Alonso, španjolski vozač Formule 1 - 1987. – Génesis Rodríguez, kubansko-venezulansko-američka glumica | - 238. – Balbin i Pupijen, rimski regenti - 1095. – Ladislav I., ugarski kralj i svetac (* o. 1040.) - 1099. – Urban II, papa (* 1040.) - 1108. – Filip I., francuski kralj (* 1052.) - 1507. – Martin Behaim, njemački kozmograf i pomorac (* 1459.) - 1644. – Urban VIII., papa (* 1586.) - 1856. – Robert Schumann, njemački skladatelj (* 1810.) - 1894. – Ljudevit Martin, francuski svetac (* 1823.) - 1890. – Vincent van Gogh, nizozemsko-flamanski slikar (* 1853.) - 1900. – Umberto I., talijanski kralj (* 1844.) - 1966. – Johnson Aguiyi-Ironsi, nigerijski vojnik, političar i državnik, 2. predsjednik Nigerije. (* 1924.) - 1974. – Erich Kästner, njemački književnik (* 1899.) - 1979. – Herbert Marcuse, njemački filozof, sociolog i politički teoretičar (* 1898.) - 1983. – Luis Buñuel, španjolski filmski redatelj (* 1900.) - 1985. – Petar Čule, mostarsko-duvanjski biskup (* 1898.) - 1994. – Dorothy Hodgkin, engleska biokemičarka (* 1910.) - 2008. – Mate Parlov, hrvatski športaš (* 1948.) - 2018. – Oliver Dragojević, hrvatski pjevač (* 1947.) |

## Blagdani i spomendani
- sv. Lazar, Marta i Marija iz Betanije
- Dan grada Korčule
- Svjetski dan tigrova[1]